# Karl Ludwig Kraatz
Karl Ludwig Kraatz (* 5. Oktober 1900 in Borken (Hessen); † 20. Juni 1974 in Bad Wimpfen) war ein deutscher Reporter und Filmkritiker.

## Karriere
Nachdem er Philologie in Marburg und Berlin studiert hatte, volontierte er im Rudolf-Mosse-Verlag Berlin und betätigte sich als Reporter und Filmkritiker. 1928 wurde er Aufnahmeleiter und Produktionsassistent bei „Beckersachs/Dr. Scheumann-Film“. Kraatz absolvierte bei der „AFIFA“ eine filmtechnische Ausbildung, widmete sich der Filmsynchronisation und war von 1935 bis 1939 Pressechef der MGM für Deutschland in Berlin.
Im besetzten Paris wurde „Charly“, wie ihn seine französischen Mitarbeiter nannten, beauftragt, französische Filme der Société Pathé Frères auf deutschfeindliche Propaganda zu durchforsten. Die Zusammenarbeit mit den Franzosen klappte so gut, dass er den Rückzug der deutschen Wehrmacht 1944 versäumte und von den französischen Kollegen bis zum Eintreffen der Amerikaner versteckt wurde. Nach Kriegsende gründete Kraatz ein eigenes Werbebüro in Göttingen, um sich dann in Frankfurt als Fachmann Kurt Zobel (Verleihchef der Allianz-Film GmbH, 1949–1956) anzuschließen. Hier propagierte der neue Pressechef Charly Kraatz unter anderem auch die Don-Camillo-und-Peppone-, Knef- und Albers-Filme. Er verstarb während eines Kuraufenthaltes im Alter von 73 Jahren.

## Werke
- Neben seiner freiberuflichen publizistischen Tätigkeit für mehrere Verleihfirmen in den letzten Jahren gab er im Auftrag der Transit-Film GmbH – München den Deutschen Filmkatalog (UFA, TOBIS, BAVARIA) von 1930 bis 1945 heraus.
- 1939 erschien in der Reihe der Filmschriften die Schrift Filme unter südlicher Sonne zusammen mit Annemarie Schmidt (Berlin : R. Mölich und Leipzig: Franz Winter, 1939)